# Profilfräsen

Eine Maschine beim Profilfräsen

Scheibenfräser

Teilapparat (1), Scheibenfräser (2), Werkstück (3), Lochkreisschablone (4)

Profilfräsen ist ein abbildendes Fräsverfahren. Das heißt, die Kontur des Fräswerkzeugs wird direkt auf das Werkstück übertragen. Komplizierte Formen wie Zahnräder, T-Nuten, Prismen, Schwalbenschwanzführungen oder Halbrundführungen lassen sich so auf konventionellen Fräsmaschinen mit dem zu erzeugenden Profil entsprechend geschliffenen Werkzeugen herstellen.
Beim Profilfräsen von Zahnrädern wird anders als beim Wälzfräsen die Schnittbewegung nur durch das drehende Fräswerkzeug ausgeführt während das Werkstück stillsteht. Hierbei wird das Werkstück im Universalteilkopf nach jeder eingefrästen Zahnlücke um eine Zahnteilung weiter gedreht. Für jede Zahnform ist ein eigens dafür angepasster Scheibenfräser nötig. Die Fräswerkzeuge werden unterteilt zwischen den einzelnen Modulen und der angegebenen Zähnezahl (zum Beispiel Nr. 8, z = 135–∞, m = 1,5).